# Charles Sigoto
Charles Sigoto (ur. 11 lutego 1957) – salomoński polityk.
Ukończył College of Allied Health Sciences w Papui-Nowej Gwinei. Przed rozpoczęciem kariery politycznej był dyrektorem ds. opieki. 4 sierpnia 2010 dostał się do Parlamentu Narodowego z okręgu wyborczego Ranonga-Simbo. Uzyskał 1485 głosów. 27 sierpnia 2010 objął funkcję ministra zdrowia w rządzie Danny’ego Philipa. Stanowisko zachował w powołanym w listopadzie 2011 gabinecie Gordona Darcy Lilo.